# Popov (musicista)
Marko Popov, noto semplicemente come Popov (in serbo Марко Попов?; Belgrado, 3 giugno 1996), è un produttore discografico e cantante serbo.

## Biografia
Popov è nato e cresciuto a Belgrado. Ha iniziato ad appassionarsi alla musica sin dalla giovane età, quando ha imparato a produrre canzoni da autodidatta, focalizzandosi in un primo momento sulla musica elettronica. Alcuni dei brani che ha prodotto nel corso del 2017 sono i remix di Opasno di Buba Corelli, Kokaina di Sajfer e Bad di Jala Brat.
All'inizio del 2019, sin dalla sua fondazione, è entrato a far parte della casa discografica Generacija Zed. Tra le prime canzoni prodotte sotto la stessa ci sono Otrovan di Henny e Voyage, Hotline di Nucci e Lobanja di Kobrica.
Popov ha continuato a produrre musica per i brani che sono stati rilasciati dagli artisti di Generacija Zed durante la quarantena dovuta al COVID-19, creandosi una nomea e diventando uno dei migliori produttori discografici. Proprio in quel periodo ha anche avviato la sua carriera come cantante, pubblicando nel giugno 2020 il suo primo singolo Sam Sam, seguito da Vino, Bambi (duetto con Nucci) e Odgovor.
Nel 2021 ha lavoro per noti musicisti come Stoja, Marina Visković, il gruppo Đogani e Teodora. Durante il 2022, oltre a duettare con Henny in Mama nemoj pitati, ha prodotto più di dieci canzoni per Nucci, Henny, Zera, Relja Torinno e altri. Inoltre, ha pubblicato quattro singoli: Super, Leto, Cik pogodi e Miki Miki, quest'ultimo ha accumulato oltre 16 milioni di visualizzazioni su YouTube.
Nel 2023 ha fatto uscire Kuku Lele e ha anche lavorato alle canzoni Bella Hadid di Nucci e Voyage, così come ad Automatti di Nucci.

## Discografia

### Album dal vivo
- 2023 – Popov & Henny: Belgrade Music Week 2023

### Singoli
- 2020 – Sam Sam
- 2020 – Vino
- 2020 – Bambi (con Nucci)
- 2021 – Laganie
- 2021 – Na tiću
- 2021 – Mami nije rekla
- 2021 – Panika
- 2021 – Insomnia
- 2022 – Super
- 2022 – Mama nemoj pitati (con Henny)
- 2022 – Leto
- 2022 – Miki Miki
- 2022 – Cik pogodi
- 2023 – Kuku lele
- 2023 – Suze u klubu
- 2023 – Barbie
- 2023 – Shakira
- 2024 – F*uckboi
- 2024 – Na Haubi
- 2024 – Elegantno
- 2024 – Ego (con Mahrina)
- 2024 – Tandem
- 2024 – Paraliza

### Produzioni
- 2019 – Otrovan, Henny e Voyage
- 2019 – Hotline, Nucci
- 2019 – Sve zbog tebe, Nucci e Kobrica
- 2019 – Lobanja, Voyage
- 2019 – Sve je nestalo za tren, Alexandra e Matrix Band
- 2019 – Balerina, Henny e Relja Torinno
- 2019 – Utopia, Breskvica
- 2019 – Spreman, Daka
- 2019 – Trebala, Voyage e MihaMih
- 2019 – Vrati me, Voyage
- 2019 – Budi tu, Voyage
- 2019 – Sam, Voyage
- 2019 – Soba, Edita
- 2020 – Pamtim, Daka
- 2020 – Sećanja, Voyage
- 2020 – Disko kugla, R’, Laki Sosa
- 2020 – Komiran, R’, Laki Sosa
- 2020 – Prime, R’, Laki Sosa
- 2020 – Gas pi*ke i vutra, R’, Laki Sosa
- 2020 – Splendid, R’, Laki Sosa
- 2020 – Favela, R’, Laki Sosa
- 2020 – Shtatelek, Andrija Jo
- 2020 – Pogled, Daka
- 2020 – Ne prilazi, Graba
- 2020 – Grijeh, Daka
- 2020 – Bijeg, Daka
- 2020 – Seti me se, Henny
- 2020 – Dam, Voyage e Breskvica
- 2020 – Šanse premale, Henny
- 2020 – Warm up, Nucci
- 2020 – 192, Maleni
- 2020 – Sama, Maleni
- 2020 – Neka me traži, X
- 2020 – Seti se, Masha
- 2020 – Stereo, Masha
- 2020 – Pancir, Voyage, Breskvica e Tanja Savić
- 2020 – Bebe bebe, Elit Elektra
- 2020 – Hawanae, Nucci
- 2020 – Uđi na WA, Nucci
- 2020 – Bebo, Nucci
- 2021 – Ljubi me tu, Marina Visković
- 2021 – Manta, Maleni
- 2021 – Vroom, Nucci
- 2021 – Predigra, Nikola Milenković
- 2021 – Mrda, Maleni
- 2021 – Život, Henny
- 2021 – Da se gazimo, Elit Elektra
- 2021 – Da li si, Zera
- 2021 – Bibi, Nucci
- 2021 – Bebo 2, Nucci
- 2021 – Samo na noć, Henny
- 2021 – Hera, Stoja
- 2021 – I šta da radim?, X
- 2021 – Nebo, Đogani
- 2021 – Vu, Teodora
- 2021 – Balkan, Voyage e Nucci
- 2021 – Namerno, Zera e Maleni
- 2021 – Yugozapad, Nucci
- 2021 – Lokalo, Nucci
- 2022 – Crno oko, Nucci
- 2022 – Bebo 3, Nucci
- 2022 – Skankovi hibridi, Nucci e Crni cerak
- 2022 – Martini, Henny
- 2022 – Olako, Zera
- 2022 – Haos, lom, Relja Torino, Popovska
- 2022 – Baraba, Zera
- 2022 – Opanci, Nucci
- 2022 – Bratz, Henny
- 2023 – Bella Hadid, Voyage e Nucci
- 2023 – Malo ti se dopalo, Marijana Zonjić e Dalila Dragojević
- 2023 – Automatti, Nucci